# John Witherspoon
John Witherspoon (ur. 5 lutego 1723, zm. 15 listopada 1794) – amerykański polityk, jeden z ojców-założycieli Stanów Zjednoczonych.
W latach 1776–1782 uczestniczył w obradach Kongresu Kontynentalnego. Był jednym z sygnatariuszy artykułów konfederacji i wieczystej unii oraz deklaracji niepodległości Stanów Zjednoczonych.
Od 1768 roku aż do śmierci w 1794 roku był prezydentem College of New Jersey (obecnie Princeton University).